# Literatura ruandesa
La literatura ruandesa és la producció literària desenvolupada a Ruanda, un estat africà independent des de 1962. Dins la literatura ruandesa hom pot distingir diversos elements diferents, segons diferents línies divisòries.

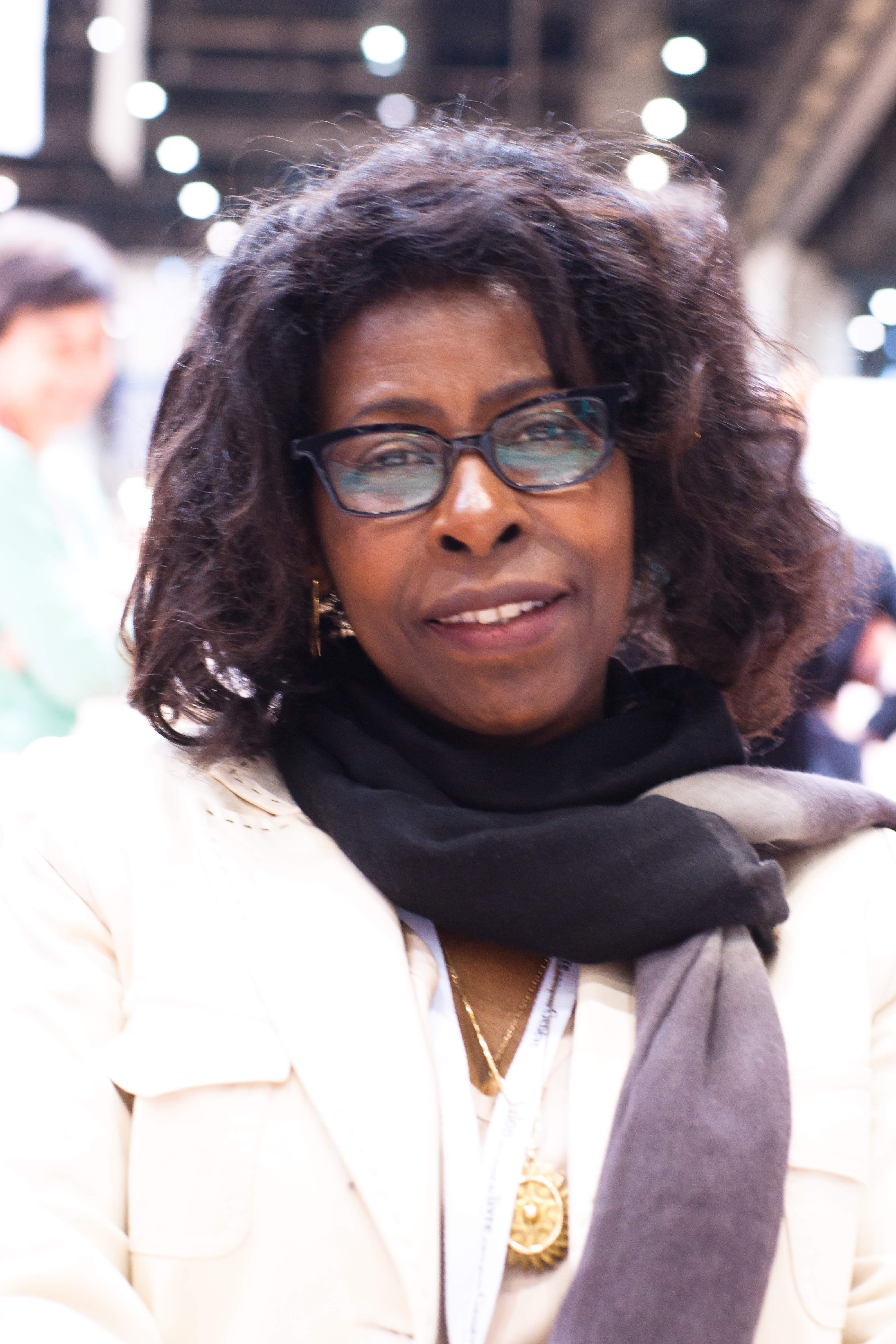
Scholastique Mukasonga

La primera línia de divisió és cronològica. Des d'aquest punt de vista, de fet, hi ha una ruptura entre les obres publicades abans del genocidi de Ruanda de 1994 i les publicades des de llavors. Finalment, un altre criteri de distinció és, com en la majoria dels països africans, lingüístic, en el sentit que, tot i que els escriptors ruandesos més coneguts són francòfons, hi ha un gran treball en els altres llengües.

## Els orígens

### Literatura "reial"
En general es reconeix que l'antic regne de Ruanda havia desenvolupat una literatura oral de gran originalitat i riquesa extraordinària. Aquesta literatura es pot dividir en dues categories principals: la tradició reial i la tradició popular.
De fet, l'erudit ruandès Alexis Kagame va poder distingir entre iby'ibwami, les tradicions de la cort i ibyo muri Rubanda, les tradicions populars. Tot i que aquesta distinció no és tan clara com suggereix aquesta manera de dir, hi ha, tanmateix, una sèrie de textos que es poden qualificar d'oficials, ja que es refereixen principalment a la vida i obra dels reis de Ruanda. Aquests textos són quatre:
- Ubucurabwenge, una sèrie de llistes genealògiques
- Ibitekerezo, un conjunt de mites
- Ibisigo, un corpus de poemes
- Ubwiru, una col·lecció de rituals de màgia cerimonial

Els tres últims documents orals són, per dir-ho així, formats per llistes genealògiques, que constitueixen el marc de tota la tradició ruandesa. De fet, és fàcil veure que els mites Ibitekerezo relaten la vida i obra de reis en ordre cronològic, que molts ibisigo dedicaven un vers a cada rei, mentre que les cerimònies d'Ubwiru estableix que certs rituals ha ser executats pel rei que porta aquest nom cíclic.
A més, els textos reials es caracteritzen per la seva forma fixa. Aquesta característica sembla natural en relació amb els poemes d'Ibisigo, que, un cop compost, s'aprenen de memòria i es transmeten com a tals; no cal dir res de les llistes genealògiques, que no són susceptibles de variació; però no deixa de sorprendre quant a les prescripcions rituals d'Ubwiru. De fet, els textos dels rituals reials de l'antiga Ruanda van ser transmesos totalment per via oral i memoritzats, fins als detalls més mínims, sense que se'ls permeti canviar res en el text.
Els reis de Ruanda van donar gran importància a l'enriquiment i la preservació dels grans textos de la tradició ruandesa. Aquestes tasques van ser confiades a algunes famílies, que van assegurar l'emmagatzematge i la transmissió d'una generació a la següent, però sempre sota el control general dels reis.

### Literatura popular
A més d'aquests quatre textos oficials, Rwanda posseeix una literatura molt rica del tipus popular. Alguns especialistes han distingit entre literatura acadèmica i popular, suggerint que és de menor qualitat. Hi ha proves per a la recollida de les històries populars de Pierre Smith (Le Récit populaire au Rwanda, 1975), que captura tot l'encant i la bellesa d'aquest gènere. Entre els gèneres literaris d'aquesta segona categoria de textos ruandesos figuren:
- Amateka y'Umuryango: històries de les grans famílies de Rwanda
- Ibyivugo: poemes heroics
- Indirimbo z'Ingabo: himnes heroics i música militar
- Amazina y'inka: poesia pastoral
- Imyasiro: poesia de caça
- Imigani: proverbis i refranys
- Ibisakuzo: enigmes i endevinalles
- Inanga: cançons acompanyades per l'inanga, un instrument de corda tradicional
- Cançons d'amor, cançons de bressol, lloances, etc.

Aquesta segona categoria de literatura ruandesa no ha estat suficientment investigada. De fet, Alexis Kagame es va consagrar a la literatura oficial, encara que també ha fet treballs importants en altres gèneres. Molts altres ruandòlegs han seguit els passos de Kagame i els primers escriptors missioners, de manera que ka literatura oral ruandesa continua essent inexplorada.

## Literatura després del genocidi
S'ha desenvolupat una abundant literatura de testimonis i assaigs històrics després del genocidi. Aquests supervivents del genocidi, de vegades actors, volen aconseguir escrivint el seu deure de recordar i compartir amb el món el sofriment que han vist i experimentat o fer esclatar les veritats qüestionades, ja que les divisions d'aquest genocidi encara són presents.

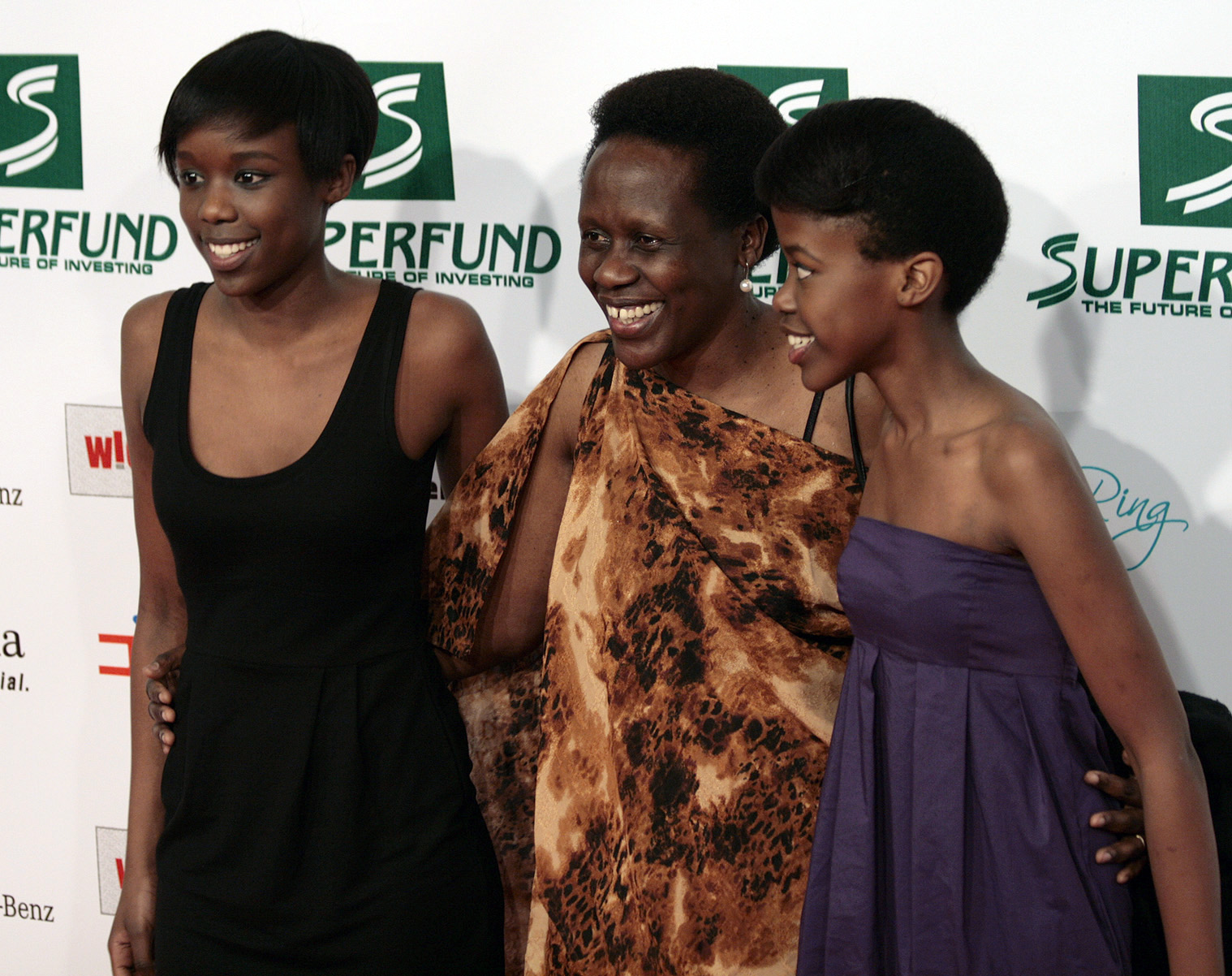
Esther Mujawayo i dues de les seves filles (2009)

Yolande Mukagasana, sens dubte la més coneguda a Europa, Annick Kayitesi, Esther Mujawayo, i Révérien Rurangwa han estat testimonis particularment punyents de la bogeria genocida, pèrdua d'identitat i dificultats per reconstruir.
Scholastique Mukasonga va donar un testimoni històric de l'escalada de la bogeria genocida des de 1959 fins a 1994. Venuste Kayimahe, que ha treballat durant vint anys al centre cultural francès a Kigali, ha produït tant un testimoni com un judici històric sobre el genocidi com un testimoni privilegiat de l'operació militar francesa Amaryllis que, descrivint el que va veure i percebre com « escenes (franceses) del genocidi ».
Els ruandesos en la diàspora, que de vegades havien abandonat Ruanda molt joves, de cop i volta se senten bruscament interrogats sobre llurs orígens i les causes del genocidi, com Benjamin Sehene a Le Piège ethnique; amb Le Feu sous la soutane, una novel·la basada en una història real i que denuncia el comportament intolerable de certs religiosos, Benjamin Sehene va ser també el primer ruandès en abordar el tema del genocidi través de la ficció. El 2008, amb la seva novel·la Le Passé devant soi, Gilbert Gatore es converteix en el segon autor ruandès en utilitzar la ficció per evocar el genocidi de 1994.
Servilien Sebasoni, un membre del Front Patriòtic Ruandès que ensenyava francès arreu del món fins a la Xina, va escriure una història sobre les origines du Rwanda i a través de la seva recerca ofereix trobar l'autenticitat cultural i la història de Ruanda.
Abdoul Ruzibiza, soldat del FPR, es presenta com a testimoni de la història del conflicte entre el FPR i les FAR i l'operació Noroît de l'exèrcit francès, i pretén en un llibre polèmic ser testimoni de l'atemptat del 6 d'abril de 1994 en el que hi hauria participat.

## Principals escriptors
- Gilbert Gatore
- Immaculée Ilibagiza
- Alexis Kagame
- Jacqueline Kalimunda
- Venuste Kayimahe
- Annick Kayitesi
- Esther Mujawayo
- Yolande Mukagasana
- Scholastique Mukasonga
- Gaspard Musabyimana
- Saverio Naigiziki
- Joseph Ndwaniye
- Révérien Rurangwa
- Abdoul Ruzibiza
- Servilien Sebasoni
- Benjamin Sehene
- Darius Rourou Kageme
- Marie Béatrice Umutesi
- Benjamin Ruhumuliza
- Françoix-Xavier Gasimba
- François-Xavier Munyarugerero
- Cyprien Rugamba
- Eugène Ndahayo
- Josias Semujanga
- Boniface Ngulinzira
- André Sibomana